# Hans-Jürgen Krug
Hans-Jürgen Krug (* 1952) ist ein deutscher Medienwissenschaftler und Journalist. Er lebt als freier Publizist in Hamburg.
Krugs Arbeitsschwerpunkt ist der Hörfunk. Seine erstmals 2003 erschienene Kleine Geschichte des Hörspiels wurde von Evelyne Polt-Heinzl als „eine solide Neuerzählung der Gattungsgeschichte“ bezeichnet.
Krug wuchs im Hessischen Hinterland auf und machte sein Abitur im Juni 1972 an der Lahntalschule in Biedenkopf.

## Schriften (Auswahl)
- Kleine Geschichte des Hörspiels. 2. Aufl. Konstanz: UVK, 2008. ISBN 978-3-86764-076-3
- Radio. Konstanz: UVK, 2010. ISBN 978-3-8252-3333-4
- Radikaler Wandel. Über Medien und Massenmedien. Hannover: Heise, 2015. ISBN 978-3-95788-027-7
- Grundwissen Radio. Eine Chronik des Massenmediums. München: UVK, 2019. ISBN 978-3-8252-5117-8
- Kleine Geschichte des Hörspiels. 3. überarbeitete und erweiterte Auflage. Köln: Halem, 2020. ISBN 978-3-7445-2003-4
- „Bis auf Weiteres“. Die erste Corona-Welle 2020 im Hinterland - ein Rückblick in zwei Teilen. In: Hinterländer Geschichtsblätter 2/2024 (S. 169–176) und 3/2024 (S. 177–181). Biedenkopf 2024. ISSN 0018-196X